# La Caillère-Saint-Hilaire
La Caillère-Saint-Hilaire är en kommun i departementet Vendée i regionen Pays de la Loire i västra Frankrike. Kommunen ligger i kantonen Sainte-Hermine som tillhör arrondissementet Fontenay-le-Comte. År 2022 hade La Caillère-Saint-Hilaire 1 100 invånare.

## Befolkningsutveckling
Antalet invånare i kommunen La Caillère-Saint-Hilaire
| Referens: INSEE |